# Nepytia nigrovenaria
Nepytia nigrovenaria är en fjärilsart som beskrevs av Alpheus Spring Packard 1876. Nepytia nigrovenaria ingår i släktet Nepytia och familjen mätare. Inga underarter finns listade i Catalogue of Life.